# (233383) Assisneto
(233383) Assisneto est un astéroïde de la ceinture principale.

## Description
(233383) Assisneto est un astéroïde de la ceinture principale. Il fut découvert le 4 mars 2006 à Nogales par Jean-Claude Merlin. Il présente une orbite caractérisée par un demi-grand axe de 2,58 UA, une excentricité de 0,19 et une inclinaison de 5,5° par rapport à l'écliptique.

## Compléments